# François Morren
François Morren, född 16 april 1899, död 9 december 1985, var en friidrottare från Belgien. Han deltog vid olympiska sommarspelen 1920 och olympiska sommarspelen 1924.